# 카이 사야카
카이 사야카(일본어: 甲斐 さやか /Kai Sayaka, 1979년)은 일본의 영화감독, 각본가, 소설가, 영상 디렉터이다.

## 영화
- 2019 RED SNOW(赤い雪/붉은 눈)
- 2014 オンディーヌの呪い (운디네의 저주)
- 2013 僕がいた 君がいた (내가 있었다 네가 있었다)
- 2012 SIOSAI
- 2007 Bye Bye Bear ~Blue Air mail
- 2001 pellet
- 2000 BORDER LINE

## MV
- 2011 dip in the pool MV 「A Bridge To The Rings Of The Saturn」

## 출판
- 2019 赤い雪(붉은 눈)

## 수상이력
- 2020 제34회 타카사키 영화제 신인감독 그랑프리 <RED SNOW>
- 2019 14회 JAJFF(Los Angeles Japan Film Festival) 최우수작품상 수상 <RED SNOW>
- 2019 칸느 국제 영화제 감독 주간 초청 <RED SNOW>
- 2018 제17회 마라케시 국제영화제 경쟁부문 수상
- 2015 SKIP시티 국제 D시네마 영화제 장려상 수상 <운디네의 저주>
- 2014 야마가타 국제 무비 페스티벌 준 그랑프리 수상 <운디네의 저주>
- 2001 산타페 쇼트 필름 페스티벌 심사위원 장려상 수상 <pellet>
- 피아필름페스티벌 준그랑프리&기술상 수상 <pellet>
- 2000 도쿄 비디오 페스티벌 골드상 수상 <BORDER LINE>